# Champions Cup and the Evert Cup 1998 - Qualificazioni singolare maschile
Le qualificazioni del singolare maschile del Champions Cup and the Evert Cup 1998 sono state un torneo di tennis preliminare per accedere alla fase finale della manifestazione. I vincitori dell'ultimo turno sono entrati di diritto nel tabellone principale. In caso di ritiro di uno o più giocatori aventi diritto a questi sono subentrati i lucky loser, ossia i giocatori che hanno perso nell'ultimo turno ma che avevano una classifica più alta rispetto agli altri partecipanti che avevano comunque perso nel turno finale.
Le qualificazioni del torneo Champions Cup and the Evert Cup 1998 prevedevano 28 partecipanti di cui 7 sono entrati nel tabellone principale.

## Teste di serie
1. Richard Fromberg (primo turno)
2. Carlos Costa (primo turno)
3. Galo Blanco (primo turno)
4. Daniel Vacek (primo turno)
5. Andrea Gaudenzi (Qualificato)
6. Byron Black (primo turno)
7. Nicolás Lapentti (ultimo turno)

1. Wayne Black (primo turno)
2. Vince Spadea (Qualificato)
3. Jeff Salzenstein (primo turno)
4. Hendrik Dreekmann (primo turno)
5. Grant Stafford (Qualificato)
6. Juan-Albert Viloca-Puig (Qualificato)
7. Scott Draper (Qualificato)

## Qualificati
1. Juan-Albert Viloca-Puig
2. Grant Stafford
3. Scott Draper
4. Hendrik Dreekmann

1. Andrea Gaudenzi
2. Vince Spadea
3. Wayne Black

## Tabellone

### Legenda
| - Q = Qualificato - WC = Wild card - LL = Lucky loser | - ALT = Alternate - SE = Special Exempt - PR = Protected Ranking | - w/o = Walkover - r = Ritirato - d = Squalificato |

### Sezione 1
|  | Primo turno | Primo turno             | Primo turno      | Primo turno | Primo turno |  |  | Ultimo turno | Ultimo turno            | Ultimo turno            | Ultimo turno | Ultimo turno |  |
|  |             |                         |                  |             |             |  |  |              |                         |                         |              |              |  |
|  |             | Alex O'Brien            | Alex O'Brien     | 7           | 6           |  |  |              |                         |                         |              |              |  |
|  | 1           | Richard Fromberg        | Richard Fromberg | 6           | 3           |  |  |              | Alex O'Brien            | Alex O'Brien            | 6            | 3            |  |
|  | 13          | Juan-Albert Viloca-Puig | 6                | 4           | 7           |  |  | 13           | Juan-Albert Viloca-Puig | Juan-Albert Viloca-Puig | 7            | 6            |  |
|  |             | Nicolás Massú           | 4                | 6           | 5           |  |  |              |                         |                         |              |              |  |

### Sezione 2
|  | Primo turno | Primo turno      | Primo turno      | Primo turno | Primo turno |  |  | Ultimo turno | Ultimo turno   | Ultimo turno   | Ultimo turno | Ultimo turno |  |
|  |             |                  |                  |             |             |  |  |              |                |                |              |              |  |
|  |             | Jonathan Stark   | Jonathan Stark   | 6           | 6           |  |  |              |                |                |              |              |  |
|  | 2           | Carlos Costa     | Carlos Costa     | 3           | 1           |  |  |              | Jonathan Stark | Jonathan Stark | 4            | 3            |  |
|  | 12          | Grant Stafford   | Grant Stafford   | 6           | 6           |  |  | 12           | Grant Stafford | Grant Stafford | 6            | 6            |  |
|  |             | Lucas Arnold Ker | Lucas Arnold Ker | 4           | 4           |  |  |              |                |                |              |              |  |

### Sezione 3
|  | Primo turno | Primo turno   | Primo turno  | Primo turno | Primo turno |  |  | Ultimo turno | Ultimo turno | Ultimo turno | Ultimo turno | Ultimo turno |  |
|  |             |               |              |             |             |  |  |              |              |              |              |              |  |
|  |             | Oliver Gross  | Oliver Gross | 7           | 7           |  |  |              |              |              |              |              |  |
|  | 3           | Galo Blanco   | Galo Blanco  | 6           | 6           |  |  |              | Oliver Gross | Oliver Gross | 4            | 2            |  |
|  | 14          | Scott Draper  | 6            | 6           | 7           |  |  | 14           | Scott Draper | Scott Draper | 6            | 6            |  |
|  |             | Daniel Nestor | 7            | 3           | 6           |  |  |              |              |              |              |              |  |

### Sezione 4
|  | Primo turno | Primo turno       | Primo turno       | Primo turno | Primo turno |  |  | Ultimo turno      | Ultimo turno      | Ultimo turno      | Ultimo turno | Ultimo turno |  |
|  |             |                   |                   |             |             |  |  |                   |                   |                   |              |              |  |
|  |             | Michael Joyce     | Michael Joyce     | 6           | 6           |  |  |                   |                   |                   |              |              |  |
|  | 4           | Daniel Vacek      | Daniel Vacek      | 4           | 3           |  |  | Michael Joyce     | Michael Joyce     | Michael Joyce     | 2            | 4            |  |
|  |             | Hendrik Dreekmann | Hendrik Dreekmann | 7           | 6           |  |  | Hendrik Dreekmann | Hendrik Dreekmann | Hendrik Dreekmann | 6            | 6            |  |
|  | 11          | Jérôme Golmard    | Jérôme Golmard    | 6           | 0           |  |  |                   |                   |                   |              |              |  |

### Sezione 5
|  | Primo turno | Primo turno       | Primo turno       | Primo turno | Primo turno |  |  | Ultimo turno | Ultimo turno     | Ultimo turno | Ultimo turno | Ultimo turno |  |
|  |             |                   |                   |             |             |  |  |              |                  |              |              |              |  |
|  | 5           | Andrea Gaudenzi   | 6                 | 5           | 6           |  |  |              |                  |              |              |              |  |
|  |             | Franco Squillari  | 2                 | 7           | 4           |  |  | 5            | Andrea Gaudenzi  | 7            | 6            | 6            |  |
|  |             | Jeff Salzenstein  | Jeff Salzenstein  | 6           | 7           |  |  |              | Jeff Salzenstein | 5            | 7            | 1            |  |
|  | 10          | Fernando Meligeni | Fernando Meligeni | 4           | 6           |  |  |              |                  |              |              |              |  |

### Sezione 6
|  | Primo turno | Primo turno    | Primo turno   | Primo turno | Primo turno |  |  | Ultimo turno | Ultimo turno  | Ultimo turno | Ultimo turno | Ultimo turno |  |
|  |             |                |               |             |             |  |  |              |               |              |              |              |  |
|  |             | Sandon Stolle  | Sandon Stolle | 6           | 6           |  |  |              |               |              |              |              |  |
|  | 6           | Byron Black    | Byron Black   | 3           | 3           |  |  |              | Sandon Stolle | 6            | 6            | 2            |  |
|  | 9           | Vince Spadea   | 5             | 6           | 6           |  |  | 9            | Vince Spadea  | 4            | 7            | 6            |  |
|  |             | Christian Ruud | 7             | 1           | 4           |  |  |              |               |              |              |              |  |

### Sezione 7
|  | Primo turno | Primo turno      | Primo turno      | Primo turno      | Primo turno |  |  | Ultimo turno | Ultimo turno     | Ultimo turno | Ultimo turno | Ultimo turno |  |
|  |             |                  |                  |                  |             |  |  |              |                  |              |              |              |  |
|  | 7           | Nicolás Lapentti | Nicolás Lapentti | Nicolás Lapentti | 2           |  |  |              |                  |              |              |              |  |
|  |             | Dinu Pescariu    | Dinu Pescariu    | Dinu Pescariu    | 3r          |  |  | 7            | Nicolás Lapentti | 3            | 6            | 5            |  |
|  |             | Wayne Black      | 5                | 6                | 6           |  |  |              | Wayne Black      | 6            | 2            | 7            |  |
|  | 8           | Javier Sánchez   | 7                | 4                | 3           |  |  |              |                  |              |              |              |  |